# Список эпизодов телесериала «На краю Вселенной»
Ниже приведён список и описание эпизодов американско-австралийского научно-фантастического телевизионного сериала «На краю Вселенной».
Сериал выходил на экраны с 19 марта 1999 года по 10 марта 2003 года и содержит 4 сезона (88 эпизодов) и 2-серийный телевизионный фильм.

## Описание сезонов
| Сезон | Сезон        | Количество эпизодов | Премьера первого эпизода | Премьера последнего эпизода | Дата выхода DVD | Дата выхода DVD | Дата выхода DVD | Дата выхода DVD | Рейтинг в США           |
| Сезон | Сезон        | Количество эпизодов | Премьера первого эпизода | Премьера последнего эпизода | Регион 1        | Регион 2        | Регион 3        | Регион 4        | Рейтинг в США           |
| ----- | ------------ | ------------------- | ------------------------ | --------------------------- | --------------- | --------------- | --------------- | --------------- | ----------------------- |
|       | 1            | 22                  | 19 марта 1999            | 28 января 2000              | 29 октября 2002 |                 |                 |                 |                         |
|       | 2            | 22                  | 17 марта 2000            | 19 декабря 2000             | 28 октября 2003 |                 |                 |                 |                         |
|       | 3            | 22                  | 16 марта 2001            | 31 января 2002              | 24 августа 2004 |                 |                 |                 | 1,611 миллиона зрителей |
|       | 4            | 22                  | 7 июня 2002              | 10 марта 2003               | 5 октября 2004  |                 |                 |                 |                         |
|       | Битва за мир | 2                   | 17 октября 2004          | 18 октября 2004             | 18 января 2005  |                 |                 |                 | 1,96 миллионов зрителей |

### Сезон 1 (1999—2000)
| № эпизода | Название                                                                              | Сценарий                                      | Режиссёр         | Дата премьеры    | Код    |
| --- | ------------------------------------------------------------------------------------- | --------------------------------------------- | ---------------- | ---------------- | ------ |
| 1 (1x01) | «Премьера» (англ. «Premiere»)                                                         | Рокни О'Бэннон                                | Эндрю Праус      | 19 марта 1999    | #10101 |
| Астронавт Джон Крайтон, испытывая модуль собственной разработки, проваливается в червоточину и, оказавшись на другом конце Вселенной, попадает в самую гущу космической битвы. Его модуль «Farscape-1» затягивает на борт Мойи, огромного био-механоидного живого корабля. Здесь Крайтон встречается с представителями других рас, оказавшимися беглыми заключенными, отчаянно пытающимися вырваться из лап агрессивных гуманоидов, называющих себя Миротворцами. Теперь товарищами Джона по путешествию становятся Ка Д’Арго — свирепый Лаксианский воин; Райджел XVI — похожий на слизняка Доминар Хайнирской Империи и Па У Зото Заан, безмятежная Дельвийская жрица. А камеру с ним делит товарищ по заключению Айрин Сун — захваченный офицер Миротворцев…                                                                                              |                                                                                       |                                               |                  |                  |        |
| |                                                                                       |                                               |                  |                  |        |
| 2 (1x02) | «Я, инопланетянин» (англ. «I, E.T.»)                                                  | Салли Лапидус                                 | Пино Амьента     | 7 мая 1999       | #10102 |
| Временно оказавшись на одной стороне, команда Мойи вынуждена приземлиться на болотистой, похожей на Землю, планете, чтобы заглушить сигнал, испускаемый маяком, установленным на корабле Миротворцами. Устройство можно удалить, но это доставит сильную боль био-механоиду, поэтому команде необходимо отыскать болеутоляющее для Мойи. Ситуация усложняется, когда появляются преследующие их Миротворцы, к тому же местное население, которое раньше никогда не видело космический корабль, напуганы их появлением. Крайтон начинает смиряться с фактом, что теперь ОН — инопланетянин… |                                                                                       |                                               |                  |                  |        |
| |                                                                                       |                                               |                  |                  |        |
| 3 (1x03) | «Исход из гнезда» (англ. «Exodus from Genesis»)                                       | Ро Ньюм                                       | Брайан Хенсон    | 26 марта 1999    | #10103 |
| Предприняв попытку спрятаться от одного из кораблей-разведчиков Капитана Крайса, Мойя находит убежище за облаком астероидных обломков. Эти обломки, на самом деле являются внеземной формой жизни — Драками. Крайтон обнаруживает, что эти «космические тараканы» захватили корабль и создали копии его самого, Д’Арго, Айрин и Заан. Тем временем, Миротворцы тоже высаживаются на Мойе, и начинают убивать каждую копию, созданную Драками, попадающуюся им на пути… |                                                                                       |                                               |                  |                  |        |
| |                                                                                       |                                               |                  |                  |        |
| 4 (1x04) | «Блеф» (англ. «Throne For A Loss»)                                                    | Ричард Мэннинг                                | Пино Амьента     | 9 апреля 1999    | #10104 |
| Решив, что можно заработать, используя Мойю для перевозки грузов, Райджел позаимствовал у корабля бесценный кристалл, являющийся частью нервной системы, чтобы произвести впечатление на Тавлеков — покрытых боевыми шрамами отщепенцев. Оказалось, что их настоящим занятием является захват заложников, а основным источником дохода плата за выкуп, что вскоре и испытал на собственной шкуре Райджел. Надевающееся на руку, как манжета, оружие Тавлеков, повышает агрессивность и силу, но возникает привыкание к наркотику, который для этого эффекта используется. Чтобы вернуть назад Райджела и кристалл, Крайтон приходит к решению — его единственный шанс, надеть перчатку для решительного столкновения с Тавлеками… |                                                                                       |                                               |                  |                  |        |
| |                                                                                       |                                               |                  |                  |        |
| 5 (1x05) | «Назад в будущее снова, снова и снова» (англ. «Back And Back And Back To The Future») | Бабс Грейоски                                 | Роуэн Вудс       | 2 апреля 1999    | #10105 |
| Мойя принимает на борт потерпевших крушение двух Иланийских учёных. Попав на их транспортный челнок, Крайтон подвергся воздействию таинственной силы, которая перебрасывает его назад и вперёд во времени. Одна из учёных, чувственная Матала, намеревается соблазнить Д’Арго. Но Крайтон осознаёт, что мгновения, проведённые в будущем, позволяют ему получить представление о том, что на самом деле хочет совершить Матала, и он старается изменить свои действия в настоящем, чтобы предотвратить грядущее несчастье… |                                                                                       |                                               |                  |                  |        |
| |                                                                                       |                                               |                  |                  |        |
| 6 (1x06) | «Слава Богу, пятница… Опять» (англ. «Thank God it's Friday... Again»)                 | Дэвид Уилкс                                   | Роуэн Вудс       | 23 апреля 1999   | #10106 |
| Чтобы унять вспышку лаксианского гнева Д’Арго отправляется на планету Сайкар, где обретает новую жизнь, посвящая себя сбору корня Таннот, как и все трудящиеся на полях, словно пчелы, жители планеты. Пытаясь убедить Д’Арго покинуть Сайкар, Райджел съедает слишком много корня Таннота, и уже позднее, вернувшись назад на Мойю, обнаруживает довольно-таки необычный побочный эффект. В это время Крайтон трудится в поте лица, чтобы освободить Д’Арго и Заан, попавших под воздействие корня Таннота, стараясь успеть до того, как правительница Сайкаров поработит их всех и захватит контроль над их кораблем. |                                                                                       |                                               |                  |                  |        |
| |                                                                                       |                                               |                  |                  |        |
| 7 (1x07) | «Техничка миротворцев» (англ. «PK Tech Girl»)                                         | Нэн Хаган                                     | Тони Тилс        | 16 апреля 1999   | #10107 |
| Команда Мойи обнаруживает брошенный Командный крейсер Миротворцев. Во время поисков чего-нибудь, что может им пригодиться, они наталкиваются на Джилину — Себацийку, посланную Капитаном Крайсом для спасения остатков ценного оборудования. Крайтон и Джилина убеждаются, что их влечёт друг к другу, но на чувства нет времени, им приходится плечом к плечу отражать нападение Шейянгов — расы агрессивных инопланетян-падальщиков. |                                                                                       |                                               |                  |                  |        |
| |                                                                                       |                                               |                  |                  |        |
| 8 (1x08) | «Эта старая чёрная магия» (англ. «That Old Black Magic»)                              | Ричард Мэннинг                                | Брендан Маер     | 11 июня 1999     | #10108 |
| Оказавшись на первобытной планете, Крайтон встретил «предсказателя», который заманил Джона зайти в его палатку. В мгновение ока душа Джона была буквально вырвана из его тела. Он переместился в мир злого колдуна Малдиса. Пойманный в ловушку, он обнаружил, что его дух вынужден противостоять духу Крайса в смертельной игре, призванной развлечь Малдиса. Пытаясь спасти Крайтона, Заан объединяет силы с местным шаманом… но сначала она должна снова разжечь внутри себя тьму, которую, как она думала, похоронила навечно… |                                                                                       |                                               |                  |                  |        |
| |                                                                                       |                                               |                  |                  |        |
| 9 (1x09) | «Безумный генетик» (англ. «DNA Mad Scientist»)                                        | Том Бломквист                                 | Эндрю Праус      | 18 июня 1999     | #10109 |
| В надежде найти дорогу домой, команда Мойи отыскала Намтара — генетика, способного создать звёздные карты к родному миру любого вида, исследовав образцы его ДНК. Ученый предлагает предоставить карты для Д’Арго, Заан, и Райджела, в обмен на одну из рук Пилота. Пока остальные ссорятся по поводу того, в чей родной мир они отправятся первым, Айрин просит Намтара найти ей колонию, которую она могла бы назвать домом. Однако, вместо того, чтобы взять образец ДНК Айрин, ученый вводит ей ДНК, взятый у Пилота, и она становится подопытным в одном смертельно опасном эксперименте Намтара… |                                                                                       |                                               |                  |                  |        |
| |                                                                                       |                                               |                  |                  |        |
| 10 (1x10) | «Они что-то скрывают» (англ. «They've Got A Secret»)                                  | Салли Лапидус                                 | Йен Уотсон       | 25 июня 1999     | #10110 |
| Проводя рутинную проверку состояния Мойи, Д’Арго поскальзывается и его случайно выносит в открытый космос. Физиология Лаксиан позволяет ему выжить в космосе, но вскоре после спасения он начинает снова и снова переживать моменты из своего прошлого, а для его товарищей постепенно открывается истина о том, почему он оказался заключенным в тюрьме Миротворцев. Тем временем, на борту Мойи что-то пошло до ужаса не так… |                                                                                       |                                               |                  |                  |        |
| |                                                                                       |                                               |                  |                  |        |
| 11 (1x11) | «До чистой крови» (англ. «Till the Blood Runs Clear»)                                 | Даг Хейс-младший                              | Тони Тилс        | 9 июля 1999      | #10111 |
| Крайтон считает, что исследование солнечных вспышек может дать ему информацию, нужную для возвращения на Землю. Джон и Айрин улетают на модуле Крайтона для сбора последних данных, но вынуждены сесть на планету для ремонта. Здесь они сталкиваются с двумя жуткими волкоподобными охотниками за головами, ищущими команду Мойи… |                                                                                       |                                               |                  |                  |        |
| |                                                                                       |                                               |                  |                  |        |
| 12 (1x12) | «Голубая рапсодия» (англ. «Rhapsody in Blue»)                                         | Дэвид Кемпер (идея и сценарий) Ро Хьюм (идея) | Эндрю Праус      | 23 июля 1999     | #10112 |
| Дельвийская секта обманом заставила команду Мойи прилететь на их планету. Вождь дельвийцев захотела встретиться с Заан, которая обладает силами, давшими ей возможность выжить после трагедии, произошедшей в её прошлом. Эти силы также могут послужить лекарством лидеру секты, Тайлин, от безумия, которое медленно снедает её. Однако в церемонии Единения Тайлин крадёт у Заан её силу, и дремлющая тёмная сущность Заан всплывает на поверхность… |                                                                                       |                                               |                  |                  |        |
| |                                                                                       |                                               |                  |                  |        |
| 13 (1x13) | «Сеть» (англ. «The Flax»)                                                             | Джастин Монджо                                | Питер Андрикидис | 16 июля 1999     | #10113 |
| Транспортный челнок Крайтона и Айрин попадает во Флакс, невидимую дрейфующую сеть, контролируемую Зенетанскими пиратами. Эта сеть сковывает движения челнока, делая его неподвижным. Мойя также под угрозой запутаться в этой ловушке, но бывший пират, по имени Стаанц предлагает провести корабль сквозь сеть за небольшое вознаграждение. Прилетев на борт Мойи он сообщает Д’Арго, об особенностях сети, а также, что в неё попал и Лаксианский корабль… В надежде заполучить волоконные карты, с помощью которых он сможет вернуться домой, Д’Арго направляется на брошенный корабль, что может иметь смертельные последствия для всех… |                                                                                       |                                               |                  |                  |        |
| |                                                                                       |                                               |                  |                  |        |
| 14 (1x14) | «Иеремия Крайтон» (англ. «Jeremiah Crichton»)                                         | Даг Хейс-младший                              | Йен Уотсон       | 30 июля 1999     | #10114 |
| Обиженный и обозленный тем, что все его считают неполноценным, Крайтон на своём модуле покидает Мойю. Тем временем, испуганный чем-то Левиафан, совершает звездный прыжок. И Крайтон вынужден приземлиться на похожую на земной рай планету Аквара. Тут не функционируют механические устройства, и улететь отсюда Крайтон не может. Джон поселяется здесь и ведёт простую жизнь. Познакомившись с дочкой местного вождя — Лишалой, Крайтон наживает себе врага в лице сына Жрицы, которому девушка обещана в жены. От нападения Ракала и его друзей Крайтона спасают, вовремя появившиеся Д’Арго и Райджел, но и они тоже оказываются в затруднительном положении из-за странной утечки энергии на планете. Их последняя надежда вернуться назад это Заан и Айрин, оставшиеся на Мойе… но смогут ли они связаться с остальными, пока ещё не слишком поздно? |                                                                                       |                                               |                  |                  |        |
| |                                                                                       |                                               |                  |                  |        |
| 15 (1x15) | «Дурка возвращается» (англ. «Durka Returns»)                                          | Гран МакЭлун                                  | Тони Тилс        | 13 августа 1999  | #10115 |
| Ошибка в расчётах во время Звёздного Прыжка случайно приводит команду Мойи к контакту с таинственной и могущественной расой — Небари. На борт корабля вместе с представителями этой расы сходит и первый мучитель Райджела во время заключения у Миротворцев — Капитан Селто Дурка. Небари подвергли Дурку «промывке мозгов», превратив его в послушного работягу. Та же судьба ждет и Чиану — привлекательную молодую бунтовщицу. Впрочем, возникают проблемы, когда Райджел решился на месть своему бывшему мучителю, уничтожив последствия психической чистки Дурки и восстановив его в предшествующем, тираническом воплощении… |                                                                                       |                                               |                  |                  |        |
| |                                                                                       |                                               |                  |                  |        |
| 16 (1x16) | «Человеческая реакция» (англ. «A Human Reaction»)                                     | Джастин Монджо                                | Роуэн Вудс       | 20 августа 1999  | #10116 |
| Крайтон находит червоточину и умудряется вернуться домой, на Землю. Но там только его отец верит, что он — действительно пропавший Джон Крайтон. Когда транспортный челнок с Мойи врывается в атмосферу и прибывает на Землю, Крайтон убеждает испуганных военных не открывать огонь, однако, он не может остановить их, и к ним в руки попадают Айрин, Д’Арго и Райджел. Крайтон спасает Айрин, и они планируют побег — но прежде, чем они успели убежать, Райджела препарируют… |                                                                                       |                                               |                  |                  |        |
| |                                                                                       |                                               |                  |                  |        |
| 17 (1x17) | «В Зазеркалье» (англ. «Through The Looking Glass»)                                    | Дэвид Кемпер                                  | Йен Уотсон       | 10 сентября 1999 | #10102 |
| Мойя неправильно понимает ситуацию, услышав разговор членов команды и пытается совершить Звёздный Прыжок, несмотря на то, что слишком слаба для его завершения. Невероятно, она застревает посредине Звёздного Прыжка, а Айрин, Д’Арго и Райджел таинственно исчезают. Но, согласно сканированию Пилота, все трое всё ещё на борту. Занимаясь тщательным поиском, Крайтон обнаруживает три «невидимые двери», каждая из которых ведёт в копии Мойи, отличающиеся друг от друга цветом. Джон находит пропавших членов команды… но, кроме них он обнаруживает и присутствие странного существа, разрывающего своими когтями реальность. |                                                                                       |                                               |                  |                  |        |
| |                                                                                       |                                               |                  |                  |        |
| 18 (1x18) | «Из жизни микробов» (англ. «A Bug's Life»)                                            | Стивен Рей (сценарий) Даг Хейс-младший (идея) | Тони Тилс        | 17 сентября 1999 | #10118 |
| Обманчиво полагая, что Мойя всё ещё под командованием Миротворцев, высоко-тренированная команда Спецназовцев Миротворцев высаживается на борт. Они сообщают, что находятся на сверхсрочном задании по доставке на секретную базу некоего ящика. Любопытствуя, Чиана и Райджел выясняют, что содержимое ящика — это вирус, который фактически невозможно обнаружить. Вирус играет в смертельную игру, перепрыгивая из носителя в носителя — но он должен быть схвачен и помещён обратно, до того, как у него будет шанс размножиться и сбежать, чтобы заразить сотни невинных миров… |                                                                                       |                                               |                  |                  |        |
| |                                                                                       |                                               |                  |                  |        |
| 19 (1x19) | «Нерв» (англ. «Nerve (Part 1»)                                                        | Ричард Мэннинг                                | Роуэн Вудс       | 7 января 2000    | #10119 |
| Айрин в смертельной опасности после удара ножом. Взяв Чиану в качестве напарника, Крайтон переодевается в форму Миротворцев и проникает на секретную базу Миротворцев, в поисках ткани для пересадки, необходимой для спасения Айрин. Джилина — техник Миротворцев, с которой пути Крайтона и Айрин пересекались и раньше, предлагает свою помощь. Но заданию группы мешает командир базы Скорпиус — наполовину Скарранин, наполовину Себациец. Крайтона раскрывают и приговаривают к пыткам на Кресле Авроры… ужасном устройстве для пыток, которое способно визуально показать все мысли и воспоминания Крайтона… |                                                                                       |                                               |                  |                  |        |
| |                                                                                       |                                               |                  |                  |        |
| 20 (1x20) | «Спрятанная память» (англ. «The Hidden Memory (Part 2)»)                              | Джастин Монджо                                | Йен Уотсон       | 14 января 2000   | #10120 |
| Айрин все ещё приходит в себя после того, как побывала на грани жизни и смерти. Но это не убавляет её решимости спасти Крайтона, которого держат в плену Миротворцы. Заан и Д’Арго присоединяются к ней, в то время, как Чиана с Райджелом остаются на Мойе, собирающейся рожать! Благодаря техническим махинациям Джилины, воспоминания Крайтона в Кресле Авроры внезапно бросают подозрение на Капитана Крайса, не оставляя Скорпиусу выбора, кроме как бросить самого Крайса в Кресло! Даже если Айрин прибудет вовремя, чтобы спасти Крайтона, остаётся вопрос, как они смогут сбежать с хорошо охраняемой базы Миротворцев? |                                                                                       |                                               |                  |                  |        |
| |                                                                                       |                                               |                  |                  |        |
| 21 (1x21) | «Роль костей в жизни хищников» (англ. «Bone to Be Wild»)                              | Дэвид Кемпер Рокни О'Бэннон                   | Эндрю Праус      | 21 января 2000   | #10121 |
| Скрываясь от Миротворцев в астероидном поле, Мойя с командой рискуют жизнью, чтобы спасти милую, маленькую инопланетянку М’Ли. Они обнаруживают астероид, полный растительной жизни, сказочную страну для Заан. Д’Арго получает серьёзное ранение и, чтобы спасти его, Заан идёт собирать травы среди множества растений, растущих вокруг. Однако вскоре Заан и остальная команда выясняют, что всё совсем не так, как кажется… |                                                                                       |                                               |                  |                  |        |
| |                                                                                       |                                               |                  |                  |        |
| 22 (1x22) | «Семейные узы» (англ. «Family Ties»)                                                  | Дэвид Кемпер Рокни О'Бэннон                   | Тони Тилс        | 28 января 2000   | #10122 |
| Команда Мойи продолжает скрываться от Миротворцев в астероидном поле. Однако зловещий Скорпиус уже дышит им в спину. Их невезение усугубляется тем, что Райджел решает заключить сделку со Скорпиусом — предать остальных в обмен на собственную свободу. Свергнутый Скорпиусом Капитан Крайс, понимающий, что если он останется на крейсере, его дни сочтены, обращается к Хайнирскому Доминару с шокирующим предложением… Крайтон со своими товарищами рассматривают варианты побега, не зная, смогут ли они выжить, и будут ли все снова вместе… |                                                                                       |                                               |                  |                  |        |
| |                                                                                       |                                               |                  |                  |        |

### Сезон 2 (2000)
| № эпизода | Название | Сценарий                                                                       | Режиссёр      | Дата премьеры    | Код    |
| --- | --- | ------------------------------------------------------------------------------ | ------------- | ---------------- | ------ |
| 23 (2x01) | «Дети есть дети» (англ. «Mind The Baby»)                                                                                  | Ричард Мэннинг                                                                 | Эндрю Праус   | 17 марта 2000    | #10202 |
| Мойя потеряла своё дитя — Талина. Чтобы найти его, она должна вернуться в астероидное поле, которое контролирует Скорпиус, не оставляющий надежду схватить Крайтона. Крайтон, Айрин и Д’Арго застряли на необитаемом астероиде, где есть атмосфера, но нет еды и воды. Припасы подвозит Айрин, говоря друзьям, что покупает, но это не так — их даёт ей Крайс в обмен на согласие отдать Талин в его полное распоряжение. Крайтон узнает правду, и все трое воссоединяются с товарищами на борту Мойи, прихватив с собой Крайса в качестве заложника. Тот клянется, что переосмыслил всю свою жизнь, но никто ему не верит. Возникает новая опасность — на Мойю надвигается командный флагман Скорпиуса, а Талин, вместо того, чтобы выстрелить в него, нападает на свою мать. Он требует вернуть ему капитана — единственного, кого юный корабль успел узнать за свою пока короткую жизнь…                 | |                                                                                |               |                  |        |
| | |                                                                                |               |                  |        |
| 24 (2x02) | «Жизнь или смерть» (англ. «Vitas Mortis»)                                                                                 | Грант МакЭлун                                                                  | Тони Тилс     | 24 марта 2000    | #10203 |
| На холодной, неприветливой планете Д’Арго и Крайтон встречают ораканку — святую женщину лаксиан, некий аналог дельвийской Па’У. Ораканку зовут Нилаам, она очень стара и умирает. Д’Арго оказана великая честь — он поможет ораканке совершить лаксианский ритуал смерти. Ритуал опасен, помощник может отправиться вслед за умирающим, и друзья, особенно Чиана, стараются отговорить Д’Арго, но он непреклонен. Во время ритуала Нилаам чувствует в Д’Арго великую силу и, впитывая её, становится молодой и красивой. Д’Арго влюбляется, а Нилаам с упоением строит планы новой жизни. Но наверху, на орбите, Мойя непостижимо быстро начинает стареть и умирать… | |                                                                                |               |                  |        |
| | |                                                                                |               |                  |        |
| 25 (2x03) | «Уход в скалу» (англ. «Taking The Stone»)                                                                                 | Джастин Монджо                                                                 | Роуэн Вудс    | 31 марта 2000    | #10204 |
| Обезумев из-за смерти брата, Чиана мечется по Мойе, но никто не хочет с ней даже поговорить — все слишком заняты. Чиана, забрав праулер Айрин, сбегает на Планету королевских кладбищ и присоединяется к её странным обитателям — племени класменов. Класмены живут не дольше 22 циклов, предаются всем видам пороков, а их любимое развлечение — прыгать в глубокую скалистую пропасть. Тот, кому повезет, падает на акустическую сеть и не получает ни царапины, а менее удачливые разбиваются насмерть. Крайтон с Айрин пытаются отговорить Чиану от участия в этом смертельно опасном развлечении, но она настаивает, что должна прыгнуть… Тем временем Райджел грабит одну из королевских могил и привозит сокровища на Мойю, не обращая внимания на предупреждения Заан о проклятии мертвых… | |                                                                                |               |                  |        |
| | |                                                                                |               |                  |        |
| 26 (2x04) | «Причём здесь крекеры?» (англ. «Crackers Don't Matter»)                                                                   | Джастин Монджо                                                                 | Йен Уотсон    | 7 апреля 2000    | #10205 |
| С очередной торговой планеты экипаж Мойи привозит огромное количество крекеров, розыскной маяк Скорпиуса, сообщающий всем их данные, и маленького слепого инопланетянина — Тралтикса. Он заявляет, что может сделать Мойю невидимой при помощи специального устройства. Однако для этого нужно сменить курс, потому что создать устройство Тралтикс может только на своей родной планете. По дороге экипаж начинает стремительно сходить с ума — Чиана обвиняет Айрин в том, что та пытается связаться через радиомаяк со Скорпиусом, Айрин пытается захватить Мойю, а за Крайтоном по пятам ходит назойливая галлюцинация в виде Скорпиуса, твердящая, что он должен всех убить… Свет ли это от пяти пульсаров, через которые проходит Мойя, или всему виной подозрительные манипуляции Тралтикса?.. | |                                                                                |               |                  |        |
| | |                                                                                |               |                  |        |
| 27 (2x05) | «Какими мы не были» (англ. «The Way We Weren't»)                                                                          | Нарен Шанкар                                                                   | Тони Тилс     | 14 апреля 2000   | #10207 |
| Запись с камеры наблюдения Миротворцев открывает, что Айрин участвовала в убийстве первого Пилота Мойи… Никто, кроме Крайтона, больше не доверяет ей, а тот советует мучающейся угрызениями совести себацианке выговориться. И Айрин вспоминает все — прибытие на борт очередного левиафана, которым, как теперь оказалось, и была Мойя, странный эксперимент Крайса, миротворца по имени Велорек, гуманиста и саботажника, который пытается воспрепятствовать эксперименту. Айрин любила Велорека, но выдала его Крайсу, чтобы получить возможность снова летать на праулерах, а не перевозить грузы… Однако то, что вспоминает обезумевший Пилот, запершийся в своём отсеке и отключивший все системы Мойи, поворачивает историю совсем другим углом… | |                                                                                |               |                  |        |
| | |                                                                                |               |                  |        |
| 28 (2x06) | «Представь, если сможешь» (англ. «Picture If You Will»)                                                                   | Питер Нил                                                                      | Эндрю Праус   | 21 апреля 2000   | #10206 |
| На странной торговой платформе странная хозяйка магазина дарит Чиане странный портрет. Он может показывать предстоящие события — по крайней мере, старуха назвала его окном во времени. Но, оказавшись на борту Мойи, портрет начинает предсказывать гибель всех членов команды — лицо Чианы в огне, Д’Арго, пронзенного острым штырем… Предсказания начинают сбываться, и экипаж решает избавиться от портрета, но, сожженный, разбитый на кусочки, выброшенный в космос, он непостижимым образом возвращается. Заан верит, что это — работа старого врага. Вопрос в том — хватит ли у неё сил, чтобы победить его? Скрывая от других свой план, она требует от уцелевших только одного — в определённый момент беспрекословно выполнить все её приказания. | |                                                                                |               |                  |        |
| | |                                                                                |               |                  |        |
| 29 (2x07) | «Дом на останках» (англ. «Home On The Remains»)                                                                           | Габриель Стантон Гарри Верксман-младший                                        | Роуэн Вудс    | 16 июня 2000     | #10208 |
| У команды Мойи заканчивается провизия, и Чиана приводит их у руднику, расположенному в висящем в космосе скелете будонга — самого крупного существа во Вселенной. Здесь у Чианы есть старые знакомые, а ещё здесь добывают кристаллы ногелти, которые охраняет кидва — жуткий монстр, рвущий шахтёров на части. Как раз кидва и расправилась с прежним хозяином рудника, на которого так надеялась Чиана. Новый хозяин заводит новые порядки, и требует от экипажа Мойи в обмен на провизию… Чиану, причем пожизненно. А погибающая без пищи Заан расцветает и становится опасной для оставшейся на Мойе Айрин — бутоны дельвийки ядовиты, разум помутился, а сама она стала хищником… | |                                                                                |               |                  |        |
| | |                                                                                |               |                  |        |
| 30 (2x08) | «Помечтай немного обо мне» (англ. «Dream A Little Dream»)                                                                 | Стивен Рей                                                                     | Йен Уотсон    | 23 июня 2000     | #10201 |
| Заан вспоминает, как она вместе с Чианой и Райджелом, разыскивая пропавших Крайтона, Айрин и Д’Арго, оказалась на Литигаре — странной планете, 90 процентов населения которой составляют юристы, а священной книгой является Аксиома — древний свод законов. Заан сажают в тюрьму за несоблюдение сигналов светофора, а затем из-за козней правящей юридической фирмы она оказывается обвиненной в убийстве. Жертва — борец за права обслуги, то есть остальных 10 процентов населения. Наказание за убийство — смертная казнь, общественный защитник отказывается быть адвокатом Заан, и его место занимают Райджел и Чиана, которых, по законам планеты, за любое вранье или подлог также ждет смерть. В камере Заан являются призраки Айрин, Д’Арго и Крайтона, обвиняющие её в том, что она бросила их. А Мойя не может больше ждать и вот-вот улетит искать своего ребёнка…                            | |                                                                                |               |                  |        |
| | |                                                                                |               |                  |        |
| 31 (2x09) | «Не в своем уме» (англ. «Out Of Their Minds»)                                                                             | Майкл Кассутт                                                                  | Йен Уотсон    | 7 июля 2000      | #10209 |
| Мойю атакует корабль птицеподобных инопланетян, халозиан. Залп отражен защитным экраном, но последствия нападения оказываются более чем неожиданными — все на борту Мойи меняются телами. Айрин попадает в тело Райджела, Крайтон — в тело Айрин, Д’Арго — в тело Пилота и так далее. У каждого своя функция на борту левиафана — а как же выполнять её теперь, когда все настолько запуталось? Пока экипаж недоумевает по поводу странного эффекта и пытается привыкнуть к новой оболочке, Заан, отправившаяся на корабль агрессоров в качестве дипломата, пытается уговорить их не уничтожать Мойю. Халозиане утверждают, что левиафан атаковал их первым, но на записи ясно видно — по их кораблю стреляла не Мойя, а Талин… | |                                                                                |               |                  |        |
| | |                                                                                |               |                  |        |
| 32 (2x10) | «Мои три Крайтона» (англ. «My Three Crichtons»)                                                                           | Грант МакЭлун (сценарий) Габриель Стантон (идея) Гарри Верксман-младший (идея) | Кэтрин Миллар | 14 июля 2000     | #10212 |
| Таинственная сфера проникает на борт Мойи и засасывает внутрь себя Крайтона, а затем выкидывает его сразу в трёх экземплярах — собственно Джона, его доисторический вариант и существо, в которое землянин должен эволюционировать в дальнейшем. Пещерный человек агрессивен и не слишком умен, человек будущего надменен и холоден. Сфера начинает разрушать левиафан. Она распространяет сигнал, который удается расшифровать эволюционировавшему Крайтону: сфера является кораблем для сбора биометрических данных из другого измерения, и она требует отдать ей одного из троих, либо Мойя и все на её борту погибнут. | |                                                                                |               |                  |        |
| | |                                                                                |               |                  |        |
| 33 (2x11) | «Милая принцесса. Часть 1: Просто поцелуй» (англ. «Look At The Princess. Part 1: A Kiss Is But A Kiss»)                   | Дэвид Кемпер                                                                   | Эндрю Праус   | 21 июля 2000     | #10210 |
| Между Айрин и Крайтоном вновь возникло недопонимание и они поссорились. Чтобы развеяться, весь экипаж направляется на удачно подвернувшуюся планету — здесь находится одна из забытых колоний миротворцев. Мирные себациане, которым все пророчили скорое вымирание, основали мудрую монархию, строго следующую древним традициям, и процветают. Напившись в местном увеселительном заведении, Крайтон целует симпатичную девушку, и специальный препарат показывает, что они генетически совместимы. Беда в том, что девушка — принцесса, а её ДНК была изменена её же братом, чтобы она не могла иметь потомства ни от одного себацианина и не стала императрицей — на трон может претендовать лишь тот, кто оставит затем наследника. Брат принцессы плетет интриги под руководством скарранского эмиссара, все крайне запутанно, а действующая императрица требует, чтобы Крайтон женился на её дочери… | |                                                                                |               |                  |        |
| | |                                                                                |               |                  |        |
| 34 (2x12) | «Милая принцесса. Часть 2: Кажется, беру…» (англ. «Look At The Princess. Part 2: I Do, I Think»)                          | Дэвид Кемпер                                                                   | Эндрю Праус   | 28 июля 2000     | #10221 |
| Крайтон спасён от неминуемой гибели невестой злодея-принца, которая оказывается шпионом миротворцев, а на планету прибывает Скорпиус. Императрица удачно шантажирует гипотетического зятя перспективой вновь оказаться в кресле Аврора. Айрин страдает, а Чиана уговаривает её развеяться с симпатичным придворным, который давно добивается её внимания. После очередной попытки убийства чудом не попавший в лапы Скорпиуса Крайтон вынужден жениться на принцессе. Одно плохо — после брачной церемонии супруги будут обращены в статуи и 80 циклов простоят перед зданием совета, вникая в законодательные тонкости — статуи будут видеть, слышать и даже разговаривать через особый аппарат. Крайтону приходится пойти и на это. | |                                                                                |               |                  |        |
| | |                                                                                |               |                  |        |
| 35 (2x13) | «Милая принцесса. Часть 3: Мальтийский Крайтон» (англ. «Look At The Princess. Part 3: The Maltese Crichton»)              | Дэвид Кемпер                                                                   | Эндрю Праус   | 4 августа 2000   | #10211 |
| Айрин отправляется на романтическую прогулку с придворным, а в это время принц и скарранин отпиливают превращенному в памятник Крайтону голову и пытаются утопить её в кислоте. К счастью, в теперешнем состоянии обезглавливание землянину не страшно, его голова оказывается в руках шпионки миротворцев, и она благополучно оживляет Крайтона. Спасаясь от Скорпиуса и скарранина, Крайтон и прекрасная себацианка прячутся в лесах. Тем временем скарранин убивает отказавшегося подчиняться ему принца, а императрица готова объявить чрезвычайное положение — Райджел узнает, что когда такое было в прошлый раз, все пришельцы были казнены… | |                                                                                |               |                  |        |
| | |                                                                                |               |                  |        |
| 36 (2x14) | «Осторожно: злая собака» (англ. «Beware Of Dog»)                                                                          | Нарен Шанкар                                                                   | Тони Тилс     | 11 августа 2000  | #10213 |
| У команды зародилось подозрение, что запасы провизии на борту корабля заражены паразитами, и Чиана приобрела Ворка: маленькое, безобидное создание, которое разводят для обнаружения вредителей и их уничтожения. Но тут же на борту появился ужасный монстр, жертвой которого пал Д’Арго, существо впрыснуло в него какой-то яд. И пока жизнь Д’Арго висит на волоске, остальная часть команды отчаянно обыскивает Мойю в поисках паразита, напавшего на него. Вопрос в том, за тем ли они гонятся? | |                                                                                |               |                  |        |
| | |                                                                                |               |                  |        |
| 37 (2x15) | «Второй раз я не попадусь» (англ. «Won't Get Fooled Again»)                                                               | Ричард Мэннинг                                                                 | Роуэн Вудс    | 18 августа 2000  | #10214 |
| Крайтон снова оказывается на Земле — только теперь он доподлинно знает, что это не на самом деле. Он встречает здесь не только своего отца и ДиКея, но и команду Мойи, только у каждого из них теперь совсем другая роль. Д’Арго, например, стал астронавтом по имени Гэри Рэйгл, Айрин — лечащим врачом Крайтона, а Заан и вовсе превратилась в психоаналитика. Странности множатся и вот-вот сведут Крайтона с ума, он никак не может понять, кто и с какой целью на этот раз залез в его голову, но внезапно обретает неожиданного союзника. Он, кажется, готов помочь… | |                                                                                |               |                  |        |
| | |                                                                                |               |                  |        |
| 38 (2x16) | «Медальон» (англ. «The Locket»)                                                                                           | Джастин Монджо                                                                 | Йен Уотсон    | 25 августа 2000  | #10215 |
| Отправившись на исследование странной туманности, в которую спряталась от миротворцев Мойя, Айрин возвращается древней старухой. Она настаивает, что прожила за этот короткий промежуток времени 160 циклов, у неё был муж, трое сыновей, а теперь на планете внизу её ждет взрослая внучка. Пока другие бьются над разгадкой, Крайтон следует за Айрин на планету и… действительно встречается там с её внучкой. Он тоже попадает во временной капкан и не может вернуться на Мойю. Прилетевший на левиафан незадолго до этих событий Старк выдвигает свою версию происходящего, но можно ли как-то помочь Айрин и Крайтону, прожившим бок о бок друг с другом много циклов ворчливым старикам?.. | |                                                                                |               |                  |        |
| | |                                                                                |               |                  |        |
| 39 (2x17) | «Уродливая правда» (англ. «The Ugly Truth»)                                                                               | Габриель Стантон Гарри Верксман-младший                                        | Йен Уотсон    | 8 сентября 2000  | #10216 |
| Крайс приглашает команду Мойи на Талин, чтобы обсудить разоружение юного боевого корабля — он хочет сменить его смертоносную пушку на более безобидную плокавианскую сеть-ловушку. На борту Талина вспыхивает конфликт, стороны никак не могут прийти к согласию, а когда прибывает плокавианский корабль, Талин неожиданно даёт по нему залп. Корабль уничтожен, Талин по команде Крайса совершает Звездный прыжок, а экипаж Мойи попадает в руки плокавиан, летевших на другом корабле. Эти крайне непривлекательные правдолюбцы допрашивают всех по очереди, пытаясь установить истинного виновника происшедшего для последующей казни. Но ведь у каждого своя версия… | |                                                                                |               |                  |        |
| | |                                                                                |               |                  |        |
| 40 (2x18) | «Обратный отсчёт небари» (англ. «A Clockwork Nebari»)                                                                     | Лили Тейлор                                                                    | Роуэн Вудс    | 15 сентября 2000 | #10217 |
| На торговой планете все пошло не слишком гладко, и Крайтон еле успевает забрать Чиану на Мойю, оставив Айрин и Райджела прикрывать их. Хайнирский доминар и офицер миротворцев возвращаются странно спокойными и улыбчивыми. Им промыли мозги, и они привезли с собой сюрприз для Чианы — двух небари, которые жаждут вернуть блудную дочь своего народа домой. Эти двое — последние уцелевшие из отряда, отправленного на поиски Чианы. Вскоре почти все на борту левиафана проходят процедуру временной чистки, но на Крайтона она отчего-то не действует. Впрочем, ему нет до этого дела — он пытается выяснить у Чианы, чем же она так ценна для своих соплеменников, и узнает о страшном плане правительства небари. А Чиана узнает, что её брат жив… | |                                                                                |               |                  |        |
| | |                                                                                |               |                  |        |
| 41 (2x19) | «Лжецы, стволы и деньги. Часть 1: Не такой простой план» (англ. «Liars, Guns And Money. Part 1: A Not So Simple Plan»)    | Грант МакЭлун                                                                  | Эндрю Праус   | 4 декабря 2000   | #10218 |
| Воскресший из мертвых Старк раздобывает сведения об аукционе рабов, где в том числе будет продан и сын Д’Арго Джоти. Также у него есть чертежи теневого хранилища, в каждой ячейке которого достаточно денег, чтобы выкупить всю партию рабов, и план его ограбления. План идёт совершенно не так, Д’Арго хватают при ограблении. Попытка команды спасти его едва не терпит крах из-за прибытия немезиды Крайтона — Скорпиуса, который, оказывается, тоже хранит здесь деньги. Но Старку, похоже, все это было изначально известно, более того — это часть его замысла. План все-таки работает, проблема в том, что Крайтон сходит с ума. | |                                                                                |               |                  |        |
| | |                                                                                |               |                  |        |
| 42 (2x20) | «Лжецы, стволы и деньги. Часть 2: С друзьями вроде этих» (англ. «Liars, Guns And Money. Part 2: With Friends Like These») | Нарен Шанкар                                                                   | Кэтрин Миллар | 11 декабря 2000  | #10219 |
| Скорпиус, разгадавший план Крайтона и его товарищей, опередил их и скупил рабов первым. В обмен на Джоти он требует Крайтона. Для спасения мальчика экипаж Мойи собирает своих старых знакомых — парочку кровопытов, которые истязали в своё время Д’Арго; вождя брутального племени тавлеков Бекхеша, похитившего когда-то Райджела; шейянга, чуть не угробившего всю команду при осмотре Зельбиниона, и зенитанских пиратов, владельцев способной поймать любой корабль сети Флакс. А тем временем драгоценные слитки, украденные из хранилища и предназначенные для платы наемникам, оживают… Оказывается, это жуки-металлоиды, они пожирают Мойю, и единственное, что может убить их — очень высокая температура. Пытаясь спасти левиафан, Заан и Чиана поджигают пораженные отсеки… | |                                                                                |               |                  |        |
| | |                                                                                |               |                  |        |
| 43 (2x21) | «Лжецы, стволы и деньги. Часть 3: План Б» (англ. «Liars, Guns And Money. Part 3: Plan B»)                                 | Джастин Монджо                                                                 | Тони Тилс     | 18 декабря 2000  | #10220 |
| После пожара Мойя близка к смерти. Платить наемникам нечем. Отец и сын, Д’Арго и Джоти, никак не могут поладить, а Крайтону, добровольно обменявшего себя на мальчика, приходится совсем туго в руках Скорпиуса и его инфернальной подружки Натиры. Талин приходит на помощь матери, с наемниками достигнуто соглашение — вместо Джоти они будут спасать Крайтона, попутно награбив себе гонорар. Но все опять идет не так — Скорпиус предугадывает все ходы, благородные разбойники явно переоценили свои силы, тщательно спланированная операция превращается в хаотическую перестрелку. Голос Скорпиуса в голове Крайтона становится все громче, и землянин сам начинает препятствовать попыткам спасти его. | |                                                                                |               |                  |        |
| | |                                                                                |               |                  |        |
| 44 (2x22) | «Убей меня, дихотомия» (англ. «Die Me, Dichotomy (Part 1)»)                                                               | Дэвид Кемпер                                                                   | Роуэн Вудс    | 19 декабря 2000  | #10222 |
| Нейрочип, встроенный Скорпиусом в мозг Крайтона, окончательно порабощает личность астронавта. Он начинает отправлять сигналы флагману миротворцев, а команда Мойи тщетно пытается остановить своего друга. Предположительно, извлечь нейрочип может диагносанин, гениальный врач, лечащий Мойю — но он не даёт гарантии благоприятного исхода операции. Крайтон готов на все, лишь бы избавиться от раздвоения личности, но внезапно клон Скорпиуса снова берет над ним верх, и землянин сбегает с левиафана. Айрин устремляется следом и оказывается втянутой в смертельное противоборство с Крайтоном/Скорпиусом. Она не в силах дать залп по модулю «Фарскейп-1», но то, что им управляет — уже не Крайтон… | |                                                                                |               |                  |        |
| | |                                                                                |               |                  |        |

### Сезон 3 (2001—2002)
| № эпизода | Название | Сценарий                                               | Режиссёр         | Дата премьеры   | Код    |
| --- | --- | ------------------------------------------------------ | ---------------- | --------------- | ------ |
| 45 (3x01) | «На краю Вселенной: Разоблачение» (англ. «Farscape Undressed»)                                                                      | Дэвид Кемпер Ричард Мэннинг Джастин Монджо Лили Тейлор | Эндрю Праус      | 16 марта 2001   | #10301 |
| Бен Браудер, Клаудиа Блэк, Райджел и Пилот в декорациях Мойи представляют главных персонажей телесериала (за исключением Старка), комментируют некоторые сцены и дают краткое описание первым двум сезонам. | |                                                        |                  |                 |        |
| | |                                                        |                  |                 |        |
| 45 (3x02) | «Сезон смерти» (англ. «Season of Death (Part 2)»)                                                                                   | Ричард Мэннинг                                         | Йен Уотсон       | 16 марта 2001   | #10302 |
| Хотя нейро-чип Скорпиуса был, наконец, извлечён, но Крайтон полагает, что жить незачем: Айрин мертва, способность говорить пропала, и клон личности Скорпиуса остался в его разуме. Однако, у Заан другие идеи и планы… Блестящий эпизод для начала третьего сезона. Неизвестность, романтика и бескорыстная жертвенная любовь. | |                                                        |                  |                 |        |
| | |                                                        |                  |                 |        |
| 46 (3x03) | «Звезды и любимые» (англ. «Suns & Lovers»)                                                                                          | Джастин Монджо                                         | Эндрю Праус      | 23 марта 2001   | #10303 |
| Команда Мойи направляется на Торговую Станцию, чтобы потратить добычу, но станция оказывается сильно поврежденной яростными штормами, которые, в свою очередь, запутывают Мойю в стыковочных кабелях. Когда становится ясно, что штормы — не естественный феномен, команда ищет способ благополучно смыться оттуда, но сначала Айрин должна спасти детей, попавших в ловушку, а остальная часть команды, освободить Мойю от опутавших её кабелей. Тем временем Д’Арго сталкивается с предательством тех, кто ему ближе всех. | |                                                        |                  |                 |        |
| | |                                                        |                  |                 |        |
| 47 (3x04) | «Никто тебе, как сам себе. Часть 1: Ах если бы, если бы, если бы» (англ. «Self-Inflicted Wounds. Part 1: Could'a, Woulda, Shoulda») | Дэвид Кемпер                                           | Тони Тилс        | 30 марта 2001   | #10304 |
| В поисках планеты для исцеления умирающей Заан, Мойя сталкивается с маленьким исследовательским кораблём, серьёзно повредившим Мойю и затащившим оба корабля в ловушку чередующихся червоточин. Крайтон и Нийала, капитан второго корабля, вскоре понимают, чтобы все они могли выжить, нужно пожертвовать одним из кораблей. | |                                                        |                  |                 |        |
| | |                                                        |                  |                 |        |
| 48 (3x05) | «Никто тебе, как сам себе. Часть 2: Дождись своей удачи» (англ. «Self-Inflicted Wounds. Part 2: Wait for the Wheel»)                | Дэвид Кемпер                                           | Тони Тилс        | 6 апреля 2001   | #10305 |
| Корабли плотно объединены друг с другом и команда Нийалы строит коварные планы, в надежде сохранить собственный корабль, пожертвовав Мойей. Они ускоряют распад левиафана, став невидимыми при помощи Фазтилионного Генератора. По счастью, Крайтон и компания узнают об этом. Но ситуация окончательно выходит из-под контроля, и единственной возможностью спасти Мойю становится самопожертвование одного из членов экипажа. | |                                                        |                  |                 |        |
| | |                                                        |                  |                 |        |
| 49 (3x06) | «Разные предначертания» (англ. «...Different Destinations»)                                                                         | Стив Уорланд                                           | Питер Андрикидис | 13 апреля 2001  | #10306 |
| Крайтон с командой проводили время в мемориале миротворцев, когда, попали во временной разрыв и, благодаря Старку, были заброшены в прошлое во время великой осады Джакасианского монастыря ордой венэков. Крайтон, Айрин, Д’Арго, Старк и Джул стараются остаться в живых, чтобы вернуться в своё время, но осознают, что любое их действие меняет курс истории, с разрушительным влиянием на будущее планеты. | |                                                        |                  |                 |        |
| | |                                                        |                  |                 |        |
| 50 (3x07) | «Съешь меня» (англ. «Eat Me») | Мэтт Форд                                              | Йен Уотсон       | 20 апреля 2001  | #10307 |
| Из-за поломки транспортного челнока, Крайтон, Чиана, Д’Арго и Джул вынуждены сесть на старый, больной Левиафан, на который был одет Контрольный ошейник миротворцев. Их опасения столкнуться на борту с миротворцами вскоре сменяются до ужаса реальными врагами: мутантами-падальщиками, питающимися друг другом, пилотом левиафана и самим левиафаном… а также Каарвоком — сумасшедшим с ужасной привычкой питаться мозгами. | |                                                        |                  |                 |        |
| | |                                                        |                  |                 |        |
| 51 (3x08) | «Одна жизнь на двоих» (англ. «Thanks for Sharing»)                                                                                  | Клейвон Харрис                                         | Йен Бэрри        | 15 июня 2001    | #10308 |
| На прощание Каарвок сделал Джону подарок — сотворил из него второго, идентичного Крайтона. Теперь сложно разобрать, кто из них настоящий, а кто клон… Команда Мойи была втянута в беспощадную политическую игру на планете Карвия, где они пытались купить хромэкстин — стимулятор, необходимый для лечения раненного Талина. Тем временем, Айрин узнала, что на захват Талина была выслана поисковая команда миротворцев, которую возглавила её мать — Ксалакс Сун. | |                                                        |                  |                 |        |
| | |                                                        |                  |                 |        |
| 52 (3x09) | «Зеленоглазое чудовище» (англ. «Green-Eyed Monster»)                                                                                | Бен Браудер                                            | Тони Тилс        | 22 июня 2001    | #10309 |
| Когда Талин попал в пасть огромной космической твари, нервная связь Крайса с Талином дала сбой и он попросил Айрин принять «руку дружбы», чтобы помочь ему управлять боевым кораблём. Тем временем, Старк и Райджел придумали план, как Талину сбежать из утробы будонга, но ревность Крайтона усложнила его выполнение. | |                                                        |                  |                 |        |
| | |                                                        |                  |                 |        |
| 53 (3x10) | «Потерянное время» (англ. «Losing Time»)                                                                                            | Джастин Монджо                                         | Кэтрин Миллар    | 29 июня 2001    | #10310 |
| После прохода сквозь магнитный кластер команда испытывает странные провалы и периоды потери времени. Они обнаруживают, что Пилот одержим существом, которое преследует «энергетического беглеца». Существо внутри Пилота предупреждает команду, что Беглец спрятался в одном из них и если этого человека не найдут и не извлекут Беглеца, команда погибнет. | |                                                        |                  |                 |        |
| | |                                                        |                  |                 |        |
| 54 (3x11) | «Родственные узы» (англ. «Relativity»)                                                                                              | Рокни О'Бэннон                                         | Питер Андрикидис | 6 июля 2001     | #10311 |
| Поисковая Команда, под руководством матери Айрин — Ксалакс Сун — отслеживает Талин до Планеты Джунглей, где боевой корабль восстанавливает силы. Пока Крайтон, Айрин и Крайс отвлекают поисковую команду от Талина, выясняется, что целью является не только корабль, но и отступник Крайс. Побеседовав с глазу на глаз с мамочкой, Айрин убедилась, что пока та жива, она не оставит их в покое и не прекратит поиски. | |                                                        |                  |                 |        |
| | |                                                        |                  |                 |        |
| 55 (3x12) | «Инкубатор» (англ. «Incubator») | Ричард Мэннинг                                         | Йен Уотсон       | 13 июля 2001    | #10312 |
| Что-то не заладилось в исследованиях технологий червоточин и, отчаявшись, Скорпиус помещает нейрочип, извлеченный из головы Крайтона, себе в мозг. Он надеется установить контакт с клоном личности Джона, которая перешла в чип, пока тот был в мозгу Крайтона. Скорпиус показывает клону Крайтона историю своего появления на свет и детства и юности, которые он провёл в руках Скарран, надеясь убедить его декодировать уравнения червоточин. Тем временем, дезертировавшая учёная-миротворец предлагает настоящему Крайтону секрет путешествия через червоточины в обмен на Мойю. | |                                                        |                  |                 |        |
| | |                                                        |                  |                 |        |
| 56 (3x13) | «Адское пламя» (англ. «Meltdown»)                                                                                                   | Мэтт Форд                                              | Йен Бэрри        | 14 июля 2001    | #10313 |
| Какая-то таинственной сила затягивает Талина в область, находящуюся в опасной близости от звезды. Одновременно с этим на борту корабля появляются два инопланетных существа: робкая Сирна и её захватчик Ма-Квилис. Крайтон вместе с остальными узнают, что именно Ма-Квилис ответственен за радиационные импульсы, которые заставляют Талина лететь прямо на солнце, и что 83 Левиафана уже нашли свою смерть на этом пути. Старк пытается помочь Сирне, освободить её дух от власти Ма-Квилиса и дать ей перейти в последующую жизнь. Однако, Старк действует на свой страх и риск, и его попытки спасти Сирну подвергают остальных членов экипажа страшной опасности. | |                                                        |                  |                 |        |
| | |                                                        |                  |                 |        |
| 57 (3x14) | «Волшебный запах» (англ. «Scratch 'N Sniff»)                                                                                        | Лили Тейлор                                            | Тони Тилс        | 20 июля 2001    | #10314 |
| Крайтон, Д’Арго, Чиана и Джул весело проводят время на планете наслаждений, отдыхая и расслабляясь. Когда Чиана и Джул исчезают, коварная инопланетянка Рексил предлагает Крайтону и Д’Арго информацию об их местоположении. В награду она надеется на помощь в возвращении своего друга и ведет их к Фе’тору, печально известному изготовителю фреслина. Фреслин — это наркотик, который Фе’тор извлекает из живых существ — своих жертв, таких как Чиана и Джул… | |                                                        |                  |                 |        |
| | |                                                        |                  |                 |        |
| 58 (3x15) | «Бесконечные возможности. Часть 1: Условие Дедала» (англ. «Infinite Possibilities. Part 1: Daedalus Demands»)                       | Карлтон Истлейк                                        | Питер Андрикидис | 27 июля 2001    | #10315 |
| Снова приняв вид отца Крайтона Джека, Древний появляется на Талине и обвиняет Крайтона в передаче технологий червоточин чаридам — порочной расе, вступившей в альянс со скарранами. Крайтон понимает, что ответственность за это несёт Ферлоу, механик с Дам-Ба-Да, однажды ремонтировавшая его модуль и проявлявшая неподдельный интерес к технологии червоточин. Перед лицом угрозы приближающегося к Дам-Ба-Да дредноута скарран, Джек должен высвободить знания о технологии червоточин в мозгу Крайтона, чтобы создать уникальное оружие… | |                                                        |                  |                 |        |
| | |                                                        |                  |                 |        |
| 59 (3x16) | «Бесконечные возможности. Часть 2: Полёт Икара» (англ. «Infinite Possibilities. Part 2: Icarus Abides»)                             | Карлтон Истлейк                                        | Йен Уотсон       | 3 августа 2001  | #10316 |
| После удаления клона Скорпиуса, «Джек», наконец, высвобождает знания о технологии червоточин в мозгу Крайтона, позволяя ему построить Двигатель Перемещения, то самое оружие, которое позволит им уничтожить дредноут скарран. Видя какую ценность представляет это оружие, Ферлоу убивает Джека и пытается сбежать с этим оружием. В погоне за ней Крайтон получает смертельную дозу облучения партаниумом, которые составляет основу топлива для этого двигателя. Понимая, что ему более нечего терять, Крайтон берет на себя запуск оружия, первым испытывая смертельную силу технологии червоточин. | |                                                        |                  |                 |        |
| | |                                                        |                  |                 |        |
| 60 (3x17) | «Ангел мести» (англ. «Revenging Angel»)                                                                                             | Дэвид Кемпер                                           | Эндрю Праус      | 10 августа 2001 | #10317 |
| Стычка между Д’Арго и Крайтоном по поводу неисправности нового таинственного корабля Д’Арго заканчивается для Крайтона комой. Неисправность активизирует последовательность по самоуничтожению корабля, угрожая разорвать Мойю на куски. Клон Скорпиуса в мозгу Крайтона пытается убедить Джона, что месть Д’Арго — это единственный способ разрешить конфликт, но Джон предпочитает разрешить его в своей собственной голове, в сражении мультяшных Крайтона и Д’Арго…. | |                                                        |                  |                 |        |
| | |                                                        |                  |                 |        |
| 61 (3x18) | «Выбор» (англ. «The Choice») | Джастин Монджо                                         | Роуэн Вудс       | 17 августа 2001 | #10318 |
| Оплакивая Крайтона, Айрин отправляется на планету мистиков и мошенников и вступает в контакт с человеком, который называет себя Талином Лузчаком, её отцом. Талин сводит её с провидцем Кресусом, существом, способным устанавливать связь с мертвым Крайтоном. Тем временем, Старк и Райджел пытаются найти Айрин, но сперва сталкиваются со старым врагом. Это мать Айрин, Кселакс Сун, скрывается на планете вместе со злобными и коварными существами. | |                                                        |                  |                 |        |
| | |                                                        |                  |                 |        |
| 62 (3x19) | «Предательство» (англ. «Fractures»)                                                                                                 | Рокни О'Бэннон                                         | Тони Тилс        | 24 августа 2001 | #10319 |
| Недалеко от места встречи Мойи и Талина, Мойя подбирает сильно поврежденный транспортный модуль со скарранином, хайниркой и небари на борту, все сбежавшие заключенные, а также их заложником миротворцем, что делает более проблематичным столь долгожданное соединение экипажей Мойи и Талина. Когда кто-то ранит скарранина, становится ясно, что на борту находится предатель. А свидетель только один — ещё один член экипажа, существо разорванное на кусочки, но продолжающее жить. | |                                                        |                  |                 |        |
| | |                                                        |                  |                 |        |
| 63 (3x20) | «Два браслета» (англ. «I—Yensch, You—Yensch»)                                                                                       | Мэтт Форд                                              | Питер Андрикидис | 21 января 2002  | #10320 |
| Райджел и Д’Арго встречаются в обычном баре со Скорпиусом и Бракой, чтобы провести переговоры о безопасной переправке Крайтона на Командный крейсер. В качестве меры предосторожности, Скорпиус предлагает Крайтону и лейтенанту Браке надеть совпадающие I-Yensch браслеты, которые будут синхронизировать их нервные импульсы таким образом, что оба будут испытывать боль друг друга. Однако до того, как они успевают прийти к соглашению, два тяжеловооруженных психа вламываются в бар. Тем временем, Талин пребывает в неконтролируемом и опасном состоянии психики, уничтожает мирный корабль и единственный способ вылечить его — отключить и стереть личность… | |                                                        |                  |                 |        |
| | |                                                        |                  |                 |        |
| 64 (3x21) | «В логове льва. Часть 1: Агнцы на заклание» (англ. «Into The Lion's Den. Part 1: Lambs To The Slaughter»)                           | Ричард Мэннинг                                         | Йен Уотсон       | 24 января 2002  | #10321 |
| Экипаж Мойи отправляется на борт Командного крейсера Скорпиуса под предлогом, что Крайтон собирается открыть ему тайны технологии червоточин, в действительности же — чтобы навсегда прикрыть этот проект. Заодно экипаж получает с миротворцев интересующие их данные о своих планетах, теперь они могут вернуться. Бывшие миротворцы Айрин и Крайс вынуждены столкнуться со своим прошлым, а Д’Арго, Райджел, Чиана и Джул сталкиваются с неприкрытой враждебностью со стороны команды крейсера. В историю вовлечен и Талин, он доставлен на борт крейсера для обновления личности. В то время как Крайтон ищет пути для саботажа исследования червоточин, он находится под пристальным вниманием Скорпиуса, который готов пойти на крайние меры в случае отказа Крайтона от сотрудничества… | |                                                        |                  |                 |        |
| | |                                                        |                  |                 |        |
| 65 (3x22) | «В логове льва. Часть 2: Волк в овечьей шкуре» (англ. «Into The Lion's Den. Part 2: Wolf In Sheep's Clothing»)                      | Рокни О'Бэннон                                         | Роуэн Вудс       | 28 января 2002  | #10322 |
| На Командном крейсере Крайтон совершает необыкновенный прорыв в своих исследованиях червоточин, получив доступ к раннее закрытой для него информации. Однако у него появляются сомнения — не отдать ли и в самом деле технологию Скорпиусу (ведь она будет использована для борьбы с ещё более страшным противником — скаранами). Его товарищи не уверены в успехе его плана. Крайс идет к Скорпиусу и раскрывает ему истинные намерения Крайтона: устроить саботаж и уничтожить крейсер. План проваливается, экипаж Мойи немедленно арестовывают, и кажется, что все потеряно. Однако это был двойной ход со стороны Крайса. | |                                                        |                  |                 |        |
| | |                                                        |                  |                 |        |
| 66 (3x23) | «Собака с двумя костями» (англ. «Dog With Two Bones (Part 1)»)                                                                      | Дэвид Кемпер                                           | Эндрю Праус      | 31 января 2002  | #10323 |
| Мойя переносит останки Талина в сакральное место погребения Левиафанов. Члены экипажа находятся на распутье, каждый желает идти своим путём. Крайтон мечтает о возвращении на Землю вместе с Айрин, но у Айрин другие планы. На подходе к месту погребения Мойю атакует огромная самка Левиафана. Чтобы спасти свой дом, команда должна снова объединиться, но похоже, что независимо от исхода этой битвы, их судьбы сплелись неразрывно… | |                                                        |                  |                 |        |
| | |                                                        |                  |                 |        |

### Сезон 4 (2002—2003)
| № эпизода | Название                                                                                               | Сценарий        | Режиссёр         | Дата премьеры   | Код    |
| --- | --- | --------------- | ---------------- | --------------- | ------ |
| 67 (4x01) | «Удары Крайтона» (англ. «Crichton Kicks (Part 2)»)                                                     | Дэвид Кемпер    | Эндрю Праус      | 7 июня 2002     | #10401 |
| Оказавшись на борту умирающего старого Левиафана Элака, Крайтон продолжает работать над теорией червоточин. Его уединение нарушает появление инопланетянки Сикозу и команды наемников, намеревающихся забрать нервную ткань Элака. Крайтон сражается за спасение своего нового дома. | |                 |                  |                 |        |
| | |                 |                  |                 |        |
| 68 (4x02) | «Что было утрачено. Часть 1: Жертвоприношение» (англ. «What Was Lost. Part 1: Sacrifice»)              | Джастин Монджо  | Роуэн Вудс       | 14 июня 2002    | #10402 |
| Крайтон, Чиана и Райджел вновь встречаются с Д’Арго и Джул на месте археологических раскопок, которые ведут соплеменники Джул (интерионы). Целью раскопок является поиск утерянных когда-то зондов дарназа, способных обратить вспять нынче непригодные к жизни условия атмосферы планеты. На планету прибывают Миротворцы, под командованием Грайзы, они захватывают экипаж, и Крайтон обнаруживает, что не может сопротивляться Грайзе и готов делать все, что она захочет. | |                 |                  |                 |        |
| | |                 |                  |                 |        |
| 69 (4x03) | «Что было утрачено. Часть 2: Возрождение» (англ. «What Was Lost. Part 2: Resurrection»)                | Джастин Монджо  | Роуэн Вудс       | 21 июня 2002    | #10403 |
| Д’Арго и Сикозу предлагают умирающему левиафану — Элаку врезаться в корабль миротворцев, тем самым облегчить спасение экипажа Мойи. Чтобы убедить Грайзу в успехе её допросов, Крайтон вынужден довольно далеко зайти. Когда все пошло не так как планировалось, экипаж начинает искать зонды, которые смогут вновь сделать пригодной к жизни атмосферу планеты, но по их следам идет неожиданный враг… | |                 |                  |                 |        |
| | |                 |                  |                 |        |
| 70 (4x04) | «Что за чудная вещь — лава» (англ. «Lava's a Many Splendid Thing»)                                     | Майкл Миллер    | Майкл Паттинсон  | 28 июня 2002    | #10404 |
| После вынужденной посадки, спустившись на, казалось бы, безжизненную планету, благодаря своей неуемной жадности Райджел попадает в ловушку. Вместе с ним запертыми в подземной пещере, оказываются Крайтон, Норанти и Д’Арго. В то время как Сикозу и Чиана пытаются помочь друзьям выбраться на поверхность планеты, Крайтон и компания вынуждены вступить в борьбу с кучкой воров, посягающих на спрятанные в пещере сокровища. | |                 |                  |                 |        |
| | |                 |                  |                 |        |
| 71 (4x05) | «Обещания» (англ. «Promises»)                                                                          | Рики Мэннинг    | Джефф Беннетт    | 12 июля 2002    | #10405 |
| Крайтон и его друзья снова все вместе на Мойе. Здесь Крайтон находит, Айрин, страдающую от горячки, и ухаживающего за нею Скорпиуса. Последний ищет убежища и Айрин берет с Джона слово, что он не навредит Скорпиусу. Вскоре после этого, появляется гигантский корабль, лидер которого обвиняет Айрин в участии в убийствах на его родной планете. Он заразил Айрин биологическим вирусом, и только он способен её вылечить… | |                 |                  |                 |        |
| | |                 |                  |                 |        |
| 72 (4x06) | «Естественный выбор» (англ. «Natural Election»)                                                        | Софи Хопкинс    | Йен Уотсон       | 19 июля 2002    | #10406 |
| Крайтон точно предсказывает появление червоточины рядом с Мойей, но одновременно с её появлением гигантское космическое растение захватывает Левиафан. Попытка сжечь его с помощью корабля Д’Арго только способствует проникновению растения в кожу Мойи и делает только сильнее. Вещество, способное уничтожить растение, найдено, но оно присутствует лишь в охлаждающих стержнях Скорпиуса. Чтобы спасти Мойю, Крайтону придется довериться своему злейшему врагу. | |                 |                  |                 |        |
| | |                 |                  |                 |        |
| 73 (4x07) | «Джон Кихот» (англ. «John Quixote»)                                                                    | Бен Браудер     | Тони Тилс        | 26 июля 2002    | #10407 |
| Чиана и Крайтон попадают виртуальную игру, в которой Старк, выступающий в роли гида игры, втягивает Крайтона в приключение «Поцелуй принцессу». Чтобы выйти из игры, Крайтон с Чианой вынуждены сражаться со своими старыми друзьями и врагами в фантастических обличьях. Тем временем, на борту Мойи Скорпиус берет экипаж под свой контроль. | |                 |                  |                 |        |
| | |                 |                  |                 |        |
| 74 (4x08) | «Я уменьшаю, следовательно, я существую» (англ. «I Shrink therefore I Am»)                             | Кристофер Уилер | Роуэн Вудс       | 2 августа 2002  | #10408 |
| Вся команда Мойи, кроме Крайтона и Норанти, которые отправились за покупками, оказывается схваченной охотниками за наградой. Вооружённые захватчики уменьшают свои жертвы и помещают их внутрь футляров и прячут у себя на груди. Если Крайтон нанесёт им вред, то подвергнет опасности и своих друзей. Обнаружив, что Скорпиус, как и он, на свободе и в бегах, Крайтон объединяется с ним в борьбе с угрозой, не зная, что у лидера охотников за наградой есть своя скрытая цель. | |                 |                  |                 |        |
| | |                 |                  |                 |        |
| 75 (4x09) | «Идеальное убийство» (англ. «A Prefect Murder»)                                                        | Марк Сарацени   | Джефф Беннетт    | 9 августа 2002  | #10409 |
| Команда приземляется на планете, разделенной в течение нескольких поколений войной между кланами. Айрин преследуют странные галлюцинации, после чего она убивает лидера одного из кланов. Когда галлюцинации начинаются и у Крайтона, они вынуждены вмешаться в политические игры на планете, чтобы предотвратить дальнейшие убийства. | |                 |                  |                 |        |
| | |                 |                  |                 |        |
| 76 (4x10) | «Устричный переворот» (англ. «Coup By Clam»)                                                           | Эмили Скопов    | Йен Уотсон       | 16 августа 2002 | #10410 |
| На патриархальной планете Куртанан команда под воздействием съеденных на обед инопланетных моллюсков начинает страдать от жестоких физических последствий этой трапезы. Каждый из членов команды оказывается функционально связанным с кем-то другим: Крайтон с Сикозу, Айрин с Райджелом и т. д. Вскоре становится очевидным, что они намеренно отравлены местным врачом, который шантажирует их в обмен на исцеление. | |                 |                  |                 |        |
| | |                 |                  |                 |        |
| 77 (4x11) | «Невоплощённые реальности» (англ. «Unrealized Reality (Part 1)»)                                       | Дэвид Кемпер    | Эндрю Праус      | 23 августа 2002 | #10411 |
| Крайтона затягивает в червоточину, появление которой рядом с Мойей он предвидел. Находясь в «неопределенности» червоточины он сталкивается с высшим существом, которое намеревается понять, почему именно Крайтону было доверено знание о червоточинах. Существо заставляет Крайтона пройти через события произошедшие в различных реальностях, чтобы показать ему насколько опасным может быть неправильное использование технологии червоточин. | |                 |                  |                 |        |
| | |                 |                  |                 |        |
| 78 (4x12) | «Канзас» (англ. «Kansas (Part 2)»)                                                                     | Джастин Монджо  | Роуэн Вудс       | 30 декабря 2002 | #10412 |
| Экипаж совершает путешествие через червоточину и попадет на Землю, но выясняется, что сейчас тут 1985 год. Крайтон обнаруживает, что каким-то образом драматически изменил ход времени: его отец Джек собирается лететь на обреченном Челенджере. Скрываясь в старом доме Крайтонов, «пришельцы» используют время Хэлловина, чтобы оставаться незамеченными, в то время, когда Крайтон старается повернуть ход событий вспять, подвергая своё молодое «я» смертельной опасности. | |                 |                  |                 |        |
| | |                 |                  |                 |        |
| 79 (4x13) | «Отчий дом» (англ. «Terra Firma (Part 3)»)                                                             | Ричард Мэннинг  | Питер Андрикидис | 6 января 2003   | #10413 |
| Экипаж возвращается в наше время на Мойю, которая находится на орбите Земли, там они обнаруживают Джека Крайтона и группу чиновников с Земли, ожидающих их возвращения. Пришельцев представляют потрясенной и изумленной общественности. Побыв некоторое время на Земле, экипаж Мойи находят жизнь на виду у всех слишком утомительной. А тем временем, Крайтон пытается наладить свою жизнь, но его отношения с близкими, и особенно с Айрин, становятся все более напряженными. | |                 |                  |                 |        |
| | |                 |                  |                 |        |
| 80 (4x14) | «Оплачено дважды» (англ. «Twice Shy»)                                                                  | Дэвид Пекинпа   | Кейт Вудс        | 13 января 2003  | #10414 |
| Чиана, пожалев Талику — рабыню с Торгового корабля, заставляет экипаж Мойи её выкупить. Однако через некоторое время все на борту левиафана начинают странно себя вести, а рабыня исчезает. Становится ясно, что она не так безобидна, как кажется на первый взгляд. Экипаж пускается вдогонку за торговым судном, но находит, что его обитатели умерли мучительной смертью — их нервная энергия была высосана инопланетной паучихой. Когда выясняется, что Талика и есть та самая паучиха, перед экипажем Мойи встает задача найти её до того, как их постигнет та же участь.                              | |                 |                  |                 |        |
| | |                 |                  |                 |        |
| 81 (4x15) | «Сила воли и сила духа» (англ. «Mental As Anything»)                                                   | Марк Сарацени   | Джефф Беннетт    | 20 января 2003  | #10415 |
| Скорпиус приводит Крайтона, Д’Арго и Райджела в тренировочный лагерь, в котором обучают умственным дисциплинам. Д’Арго вступает в противостояние с появившемся там Мактоном — миротворцем, убившим его жену Ло’Лан, а затем обвинившим в этом убийстве Д’Арго. Пока Скорпиус подвергает Крайтона мучительному анти-скарранскому тренингу, Д’Арго оказывается один на один с демонами из своего прошлого… | |                 |                  |                 |        |
| | |                 |                  |                 |        |
| 82 (4x16) | «Из двух зол выбираем третье» (англ. «Bringing Home the Beacon»)                                       | Карлтон Истлейк | Роуэн Вудс       | 27 января 2003  | #10416 |
| Во время покупки маскировочного устройства для Мойи, Айрин и Сикозу становятся свидетелями того, как на планету приземлилась команда миротворцев во главе с Грайзой и Бракой. Чиана и Норанти решаются подвергнуться генетической модификации, чтобы скрыться от миротворцев, а Айрин и Сикозу следят за Грайзой, которая, как выяснилось, прибыла для секретной встречи с эмиссарами скарран. Понимая, что такая встреча может иметь катастрофические последствия, Айрин решает убить Грайзу. | |                 |                  |                 |        |
| | |                 |                  |                 |        |
| 83 (4x17) | «Созвездие сомнений» (англ. «A Constellation of Doubt»)                                                | Дэвид Кемпер    | Эндрю Праус      | 10 февраля 2003 | #10417 |
| Подслушав разговор Аккны, военного министра скарран, в котором она упоминает о секретной базе Катраци, Сикозу уверена, что именно там скарране держат захваченную ими Айрин Сун. Хотя в базе данных Мойи нет упоминаний о Катраци, Крайтон уверен, что раньше где-то уже слышал это слово, но не может вспомнить, где именно. Крайтон не может ни есть, ни спать, он вновь и вновь просматривает видиозапись программы в которой был показан экипаж Мойи, во время пребывания «пришельцев» на Земле. В конце концов, он обнаруживает, что в этих видеозаписях скрыт ключ к местоположению Катраци… и Айрин. | |                 |                  |                 |        |
| | |                 |                  |                 |        |
| 84 (4x18) | «Молитва» (англ. «Prayer»)                                                                             | Джастин Монджо  | Питер Андрикидис | 17 февраля 2003 | #10418 |
| Айрин держат в плену на скарранском фрейтере под командованием капитана Дженека, которому становится известно, что Айрин беременна ребёнком Крайтона. Чтобы обнаружить местоположение скарранской базы, на которой держат Айрин, Крайтон и Скорпиус отправляются по червоточине на Мойю в другую «невоплощенную реальность», где экипаж поменялся ролями. Пока остальные ждут возвращения Крайтона и Скорпиуса, преследующие их Миротворцы подбираются все ближе. | |                 |                  |                 |        |
| | |                 |                  |                 |        |
| 85 (4x19) | «Как же нас уделали. Часть 1: Отцовский инстинкт» (англ. «We're So Screwed. Part 1: Fetal Attraction») | Дэвид Пекинпа   | Джефф Беннетт    | 24 февраля 2003 | #10419 |
| Экипаж Мойи обнаруживает следы Айрин на Пограничной станции скарран, с которой вот-вот готов стартовать на Катраци фрейтер с плененной Айрин на борту. Чтобы удержать корабль на планете и объявить карантин, Норанти заражает Райджела смертельной инфекцией. Хотя это и даёт экипажу возможность придумать план спасения Айрин, они не представляют всю хитрость и жестокость Дженека, скарранского тюремщика Айрин. | |                 |                  |                 |        |
| | |                 |                  |                 |        |
| 86 (4x20) | «Как же нас уделали. Часть 2: Горячее для Катраци» (англ. «We're So Screwed. Part 2: Hot to Katratzi») | Карлтон Истлейк | Карл Звиски      | 25 февраля 2003 | #10420 |
| Экипаж Мойи летит на Катраци — скарранскую базу, где ради знаний о технологии червоточин пытают и мучают Скорпиуса. На базе есть две силы, калиш и чарриды, прислуживающие скарранам. Экипаж Мойи разрабатывает план — внести раздор меж двумя и без того недолюбливающими друг друга расами, надеясь, что подобная диверсия поможет освободить Скорпиуса и не дать скарранам завладеть знаниями о технологии червоточин. | |                 |                  |                 |        |
| | |                 |                  |                 |        |
| 87 (4x21) | «Как же нас уделали. Часть 3: Ля бомба» (англ. «We're So Screwed. Part 3: La Bomba»)                   | Марк Сараценти  | Роуэн Вудс       | 3 марта 2003    | #10421 |
| После провала плана Крайтона, Скорпиус отрицает тот факт, что он является скарранским шпионом и требует помощи Крайтона, чтобы уничтожить пещеру, где растут жизненно необходимые скарранам растения, утверждая также, что это даст экипажу Мойи больше возможностей для спасения. Пока Райджел и Норанти сражаются со злобным клоном Старка, Сикозу придется раскрыть свой секрет, чтобы все могли спастись. | |                 |                  |                 |        |
| | |                 |                  |                 |        |
| 88 (4x22) | «Плохие времена» (англ. «Bad Timing»)                                                                  | Дэвид Кемпер    | Эндрю Праус      | 10 марта 2003   | #10422 |
| Благополучно вернувшись на Мойю, Крайтон обнаруживает, что скарране готовят вторжение на Землю. Он судорожно анализирует известные ему данные о червоточинах и придумывает способ, как запечатать червоточину, ведущую к Земле, но сделать это он может только с помощью Пилота. Тем временем Брака требует от Скорпиуса, чтобы он покинул Мойю и вернулся на командный крейсер. Айрин тоже ждет несколько сюрпризов, в частности, она узнает, кто же отец её ребёнка… | |                 |                  |                 |        |
| | |                 |                  |                 |        |

### На краю Вселенной: Битва за мир (2004)
| № эпизода | Название                                                                          | Сценарий | Режиссёр | Дата премьеры   | Код    |
| --------- | --------------------------------------------------------------------------------- | -------- | -------- | --------------- | ------ |
| 89 (x01)  | «На краю Вселенной: Битва за мир. Часть 1» (англ. «The Peacekeeper Wars. Part 1») |          |          | 17 октября 2004 | #MPK01 |
|           |                                                                                   |          |          |                 |        |
|           |                                                                                   |          |          |                 |        |
| 90 (x02)  | «На краю Вселенной: Битва за мир. Часть 2» (англ. «The Peacekeeper Wars. Part 2») |          |          | 18 октября 2004 | #MPK02 |
|           |                                                                                   |          |          |                 |        |
|           |                                                                                   |          |          |                 |        |